# Neosymydobius peregrinus
Neosymydobius peregrinus är en insektsart. Neosymydobius peregrinus ingår i släktet Neosymydobius och familjen långrörsbladlöss. Inga underarter finns listade i Catalogue of Life.